# Х.Л.А.М. (Київ)
Х. Л. А. М. — літературно-артистичний клуб — арт-кафе, яке працювало на початку XX століття у Києві у підвалі готелю «Континенталь», на розі Хрещатика та Миколаївської вулиці, будинок № 5. Назва «ХЛАМ» є абревіатурою (акронімом), що складається з перших літер назв творчих професій: художники, літератори, артисти, музиканти.

## Історія клубу
За спогадами історика Юрія Терапіано: «У цей час до Києва з'їхалося багато поетів та письменників з Петербурга та Москви, сподіваючись підгодуватися у продовольчо більш благополучному Києві. Комусь із колишніх діячів Київського Літературно-Артистичного Товариства спало на думку влаштувати в залі колишнього готелю „Континенталь“ естраду зі столиками, для виступів. Приміщення „ХЛАМу“, вдень — порожнє, стало свого роду штаб-квартирою». На квадратній вивісці-емблемі «ХЛАМу» була зображена людина, що летить у ультрамариново-синьому і рожево-срібному просторі.
Це кафе вечорами відвідували і виступали там Ілля Еренбург, Костянтин Паустовський, Юрій Терапіано, Віктор Шкловський, Павло Герман, Юлій Хайт. Поети декламували свої та чужі вірші, за що отримували безкоштовну вечерю, яка складалася з каші, шматка хліба та чаю. Як писав Леонід Утьосов у своїх спогадах, «У Києві зробили привал, вирішили подивитися, як він живе і як у ньому живеться. Київ жив так само, як Одеса, — тяжко та голодно. Увечері ми вирушили до рекомендованого нам місцевою інтелігенцією кафе під дивною назвою „ХЛАМ“, що означало „Художники, Літератори, Артисти, Музиканти“. У цьому кафе, як і в інших, ні спаржею, ні омарами не годували — морквяний чай з монпансьє. Чорний хліб відвідувачі приносили із собою. Найголовнішою пам'яткою цього кафе був напис на фронтоні: „Увійшовши сюди, зніми капелюх, можливо, тут сидить Маяковський“». Тут читав свої вірші Мандельштам. Зал завжди був переповнений.
Саме тут 1 травня 1919 року Надія Хазіна (у майбутньому Мандельштам) знайомиться з Осипом Мандельштамом. Початок роману відомого поета з молодою художницею зафіксував у своєму щоденнику літературознавець Олександр Дейч: «З'явилася явно закохана пара — Надя Х. та О. М. Вона з великим букетом водяних лілій, мабуть, були на дніпровських затонах».
До кінця 1919 «ХЛАМ» був змушений закритися: власник вважав невигідним продавати каву і всякі дешеві продукти.
Михайло Булгаков згадав клуб у романі «Біла гвардія» під ім'ям «ПРАХ» (поети-режисери-артисти-художники).